# Scavo (archeologia)

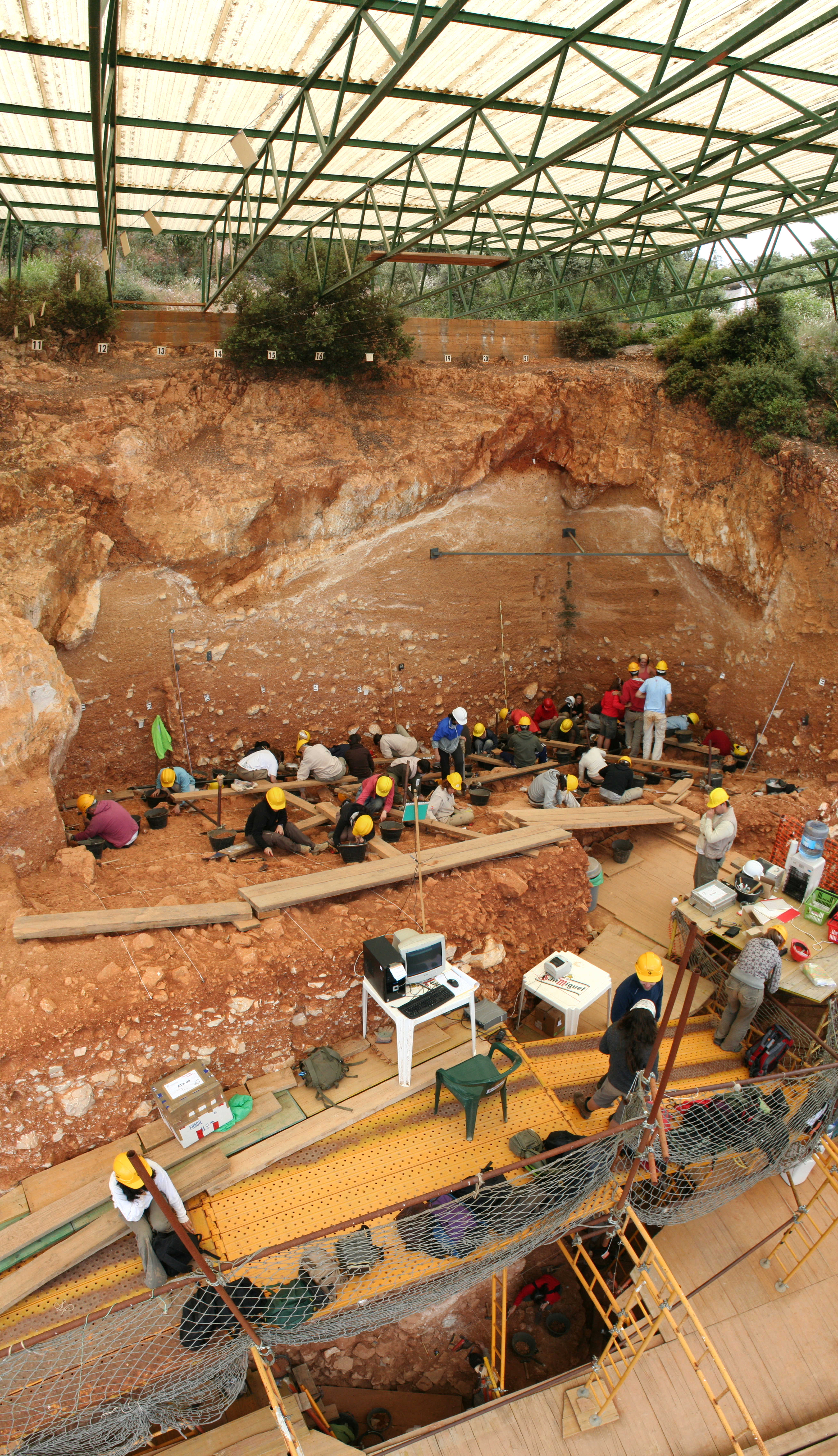
Scavo archeologico nel sito di Gran Dolina

Lo scavo è la tecnica meglio conosciuta e più comunemente usata nell'ambito dell'archeologia, può riguardare un sito archeologico specifico o, specialmente nel caso di grandi progetti, un insieme correlato di siti.

## Caratteristiche generali
Esistono diversi ambiti di attività tra i quali dobbiamo distinguere gli scavi di ricerca, gli scavi programmati, gli scavi di emergenza.
Per scavi di ricerca si intendono quelli condotti principalmente da istituzioni universitarie con l'obiettivo esplicito di migliorare le conoscenze relative ad una certa epoca o ad una determinata area geografica; scavi programmati sono invece quelli finalizzati alla conoscenza di un sito minacciato (per l'espansione edilizia o per la realizzazione di reti infrastrutturali); scavi di emergenza sono invece quelli finalizzati alla documentazione di resti emersi improvvisamente nel corso di lavori di altro genere.
Nell'ambito della pratica degli scavi possono essere usati molte tecniche più specifiche e ognuno di queste avrà le sue caratteristiche particolari che possono richiedere differenze di approccio. Le risorse e altri aspetti pratici non permettono agli archeologi di eseguire degli scavi sempre e ovunque lo scelgano; molti siti noti sono stati lasciati intatti deliberatamente. Questo è stato fatto con l'intento di conservarli per le generazioni future come anche per riconoscere il ruolo di utilità nelle comunità che vi vivono nelle vicinanze. In alcuni casi si spera inoltre che miglioramenti nella tecnologia possano permettere di riesaminarli nel futuro, con risultati più soddisfacenti. Si comincia a prevedere che si arriverà ad un punto in cui lo scavo archeologico diventerà in parte ridondante, poiché gli archeologi riusciranno a valutare ciò che si trova sotto la superficie di un sito senza doverlo scavare effettivamente. Questa è una prospettiva lontana comunque, dato che sebbene la presenza o l'assenza di resti archeologici possa essere a volte suggerita da tecniche di telerilevamento, la comprensione di caratteristiche e il ritrovamento di manufatti può soltanto essere intrapreso tramite metodi distruttivi.
Lo scavo comporta inizialmente la rimozione del suolo superficiale se necessario con mezzi meccanici, anche se ne è consigliabile la rimozione a mano. Infatti, anche se l'interesse archeologico di reperti moderni e subattuali può sembrare limitato questo materiale può fornire utili informazioni sulle frequentazioni più recenti del sito. Nelle aree rurali e nei siti abbandonati qualsiasi evidenza archeologica dovrebbe essere visibile immediatamente sotto il manto di humus, mentre nelle aree urbane la visibilità e la stessa conservazione dei resti possono essere compromesse da numerosi fattori. In entrambi i contesti il primo compito è di stabilire la strategia dell'intervento predisponendo le principali suddivisioni dell'area di scavo; in passato ciò avveniva manualmente con misurazioni tramite rullino metrico mentre oggi il lavoro è facilitato dall'impiego della cosiddetta "stazione totale". In questo modo è possibile definire una idonea strategia per il campionamento dell'area da indagare qualora non sia possibile portarne a termine lo scavo completo. Lo scavo viene condotto procedendo ordinatamente dagli strati più recenti a quelli più antichi (su questo vedi oltre). Talvolta viene disposta una quadrettatura di 5x5m per facilitare le operazioni di rilievo, sebbene oggi si tenda ad evitare di stabilire suddivisioni troppo rigide.
Ogni caratteristica di scavo viene registrata tramite l'inserimento in un progetto archeologico e una sezione archeologica. Viene quindi fotografato e ogni contesto viene punzonato per permettere una migliore interpretazione successiva. Ritrovamenti di ogni contesto vengono imballati ed etichettati con anche il loro contesto insieme al codice del sito. Le tabelle di registrazione vengono compilate per descrivere i contesti. L'altezza di ogni caratteristica è collegata al segno di rilievo planimetrico. Vengono anche presi specimina di caratteristiche per analisi ambientali ulteriori per la datazione scientifica.
Un gruppo di scavatori archeologici lavora generalmente con un supervisore che fa rapporto al direttore del sito o al direttore del progetto. Questi ha la responsabilità finale per l'interpretazione del sito e la stesura del rapporto finale. La maggior parte degli scavi vengono pubblicati alla fine in riviste specialistiche sebbene questo procedimento possa richiedere anni.

### Tipi di scavo
Ci sono tre tipi di scavo nell'archeologia moderna:
1. Lo scavo di ricerca - quando il tempo e le risorse sono disponibili per scavare il sito interamente con un ritmo non frenetico. Queste sono oggi pressoché esclusivamente appannaggio di laureati o di società private che possono fornire abbastanza fondi o forza lavoro volontaria. La dimensione degli scavi può anche essere decisa dal direttore durante il procedimento.
2. Scavo guidato da uno sviluppo - intrapresa da archeologi professionisti quando il sito è minacciato da uno sviluppo edilizio. Normalmente sponsorizzato dall'imprenditore, significa che il tempo è un fattore ulteriore siccome si focalizza solo su aree colpite dalle costruzioni edili. La forza lavoro è comunque generalmente più qualificata e gli scavi precedenti lo sviluppo forniscono inoltre una registrazione comprensiva delle aree di ricerca.
3. Scavo di salvataggio - quando il sito è già stato danneggiato, per esempio dall'erosione, il tempo è estremamente limitato e lo scavo diventa un esercizio di limitazione dei danni. Di solito vengono sovvenzionati dallo stato e intrapresi da archeologi commerciali.

Gli scavi in corso devono essere dell'ordine di migliaia, se non di più. Per un elenco dei siti archeologici per paese, vedi: Elenco dei siti archeologici divisi per paese.